# Zvartnots-AAL Football Club
Maillots
Le Zvartnots-AAL Football Club (en arménien : Զվարթնոց-ՀԱՈւ Ֆուտբոլային Ակումբ), plus couramment abrégé en Zvartnots-AAL, est un ancien club arménien de football fondé en 1997 et disparu en 2003, et basé à Erevan, la capitale du pays.

## Histoire
Fondé en 1997 par la compagnie aérienne Armenian Airlines, le club est sacré champion de deuxième division en 1998 et accède donc à l'élite arménienne lors de la saison 1999, qui se conclut par une quatrième place. Cinquième en 2000, le Zvarnots-AAL est vice-champion d'Arménie en 2001, ce qui permet au club de disputer sa première campagne européenne en Coupe UEFA 2002-2003 ; le club sera éliminé au tour préliminaire par les Slovènes du NK Primorje. Sa dernière saison parmi l'élite se termine sur une septième place en 2002. Le Zvarnots-AAL est aussi à deux reprises finaliste de la Coupe d'Arménie en 2000 et en 2002. Le club est dissous en 2003.

## Palmarès
| \| - Championnat d'Arménie : - Vice-champion : 2001. - Coupe d'Arménie : - Finaliste : 2000 et 2002. \| \| - Championnat d'Arménie D2 : - Champion : 1998. \| |  |                                                 |
| - Championnat d'Arménie : - Vice-champion : 2001. - Coupe d'Arménie : - Finaliste : 2000 et 2002.                                                             |  | - Championnat d'Arménie D2 : - Champion : 1998. |

## Personnalités du club

### Présidents du club
- Arthur Mnatsakanian

### Entraîneurs du club
- Samvel Khasaboglian